# Ruth Feiner
Ruth Feiner (geboren 30. Juli 1909 in Stettin; gestorben 30. Juli 1954 in Visp, Schweiz) war eine deutsche Romanautorin in deutscher und englischer Sprache.

## Leben
Ruth Feiner war eine Tochter des Schauspielers Hermann Feiner. Sie hatte literarische Ambitionen und schrieb Songs, mit denen sie 1928 in Berlin im Kabarett der Komiker erste Auftritte hatte. Sie arbeitete als Verlagsassistentin bei der Revue des Monats und als Textautorin im Haus Vaterland. Feiner emigrierte nach der Machtübergabe an die Nationalsozialisten 1933 nach London, ihr Vater ging nach Wien, er wurde 1944 Opfer des Holocaust. Ihren Wunsch, als Schauspielerin zu arbeiten, musste sie aufgeben. Sie verfasste weiterhin Songs, die nun ins Englische übersetzt wurden. Einige Songs wurden von Gitta Alpár, Donald Peers und Gracie Fields interpretiert und auf Schallplatte aufgenommen. Ihr Song Everything in Life wurde von Hans May vertont und wurde 1936 zum Titel eines gleichnamigen britischen Musicalfilms. Wilfred Burns vertonte ihren Song Who is to blame?
Ihre ersten Romane verfasste sie in England noch in deutscher Sprache. Der Roman Cat across the Path wurde 1935 in englischer Übersetzung veröffentlicht und erschien wie auch die anderen auch auf dem US-amerikanischen Buchmarkt. Bei den drei bis 1939 folgenden Romanen war das Manuskript ebenfalls in Deutsch, und Norman Alexander war auch hier der Übersetzer. Der Roman Three Cups of Coffee wurde von ihr in beiden Sprachen geschrieben, das Buch erschien 1940 in Englisch und der ab März 1941 folgende Zeitungsabdruck in der Emigrantenzeitung Die Zeitung in Deutsch. Der Roman wurde 1951 von Leslie Arliss als The Woman’s Angle verfilmt.
Feiner schrieb nun eine Anzahl an Romanen in Englisch und dann wechselweise in Englisch und in Deutsch, wobei sie die englischen Übersetzungen teilweise selbst anfertigte. Am Ende waren es insgesamt dreizehn Romane. Sie zog nach Kriegsende in die Schweiz und arbeitete als Lektorin beim Walter Verlag in Olten. Sie übersetzte Kriminalromane von Anthony Armstrong, Frederick Hazlitt Brennan und Ngaio Marsh ins Deutsche. Sie war mit Louis de Wohl verheiratet.

## Werke (Auswahl)
- Cat across the path. Übersetzung Norman Alexander. London: Lippincott, 1935
- Fires in May. Übersetzung Norman Alexander. London: Harrap, 1935
- Sunset at noon : the story of a career. Übersetzung Norman Alexander. London: Harrap, 1937
- Yesterday’s dreams : the story of two families. Übersetzung Norman Alexander. London: Dakers, 1939
- Three cups of coffee. New York: Lippincott, 1940
  - Drei Tassen Kaffee. Übersetzung ins Deutsche Rudolf Eger. Bern: Hallwag [um 1944]
- Young woman of Europe : a novel. New York: Lippincott, 1940 London: Dakers, 1942
- The twain met. London: Dakers, 1943
- Pilgrimage to Paul: a novel. London: Dakers, 1945
  - Der weite Weg. Übersetzung ins Deutsche Gertrud Dunant. Bern: Hallwag, 1945
- Zwischen heute und morgen. Bern: Hallwag, 1947
  - The day before tomorrow : a novel. London: Hale, 1948
- Are you ready, Caroline? : a novel. London: Hale, 1950
  - Bist du bereit, Caroline?. Übersetzung Lola Humm-Sernau. Bern: Hallwag, 1949
- For amusement only. London: Hale, 1951
  - Großes Glück zu kleinen Preisen : Roman. Olten: Walter, 1952
- The magnificent Failure. London: Hutchinson, 1952
  - Der stille Sieg : Roman. Olten: Walter, 1953 (Annette Vernier, 1962)
- My brother was wrong. London: Hutchinson, 1955
  - Vergebung für den Mörder : Roman. Übersetzung Eva-Maria Ledig. München: Rex-Verl., 1969